# Dieter Seebach
Dieter Seebach est un chimiste allemand connu pour sa synthèse de biopolymères et de dendrimères, et pour ses contributions à la stéréochimie.

## Biographie
Il est né le 31 octobre 1937 à Karlsruhe. Il étudie la chimie à l'Institut de technologie de Karlsruhe sous la direction de Rudolf Criegee et à l'Université Harvard avec Elias James Corey finissant en 1969. Après son habilitation, il devient professeur de chimie organique à l'Université de Giessen. Après six ans, il est nommé professeur à l'École polytechnique fédérale de Zurich où il travaille jusqu'à sa retraite en 2003.

## Travaux
Seebach travaille sur la chimie des dendrimères et sur la synthèse des bêta-peptides,. Le développement de l'umpolung, une inversion de polarité du groupe carbonyle, avec le 1,3-propanedithiol avec Corey a une grande influence sur la synthèse organique, et par la suite la réaction de Corey-Seebach est nommée en leur honneur.
L'alkylation Fráter – Seebach, une réaction diastéréosélective d'esters bêta-hydroxylés, porte son nom.
Il reçoit le Prix Marcel Benoist en 2000, le Prix Tetrahedron en 2003 pour la créativité en chimie organique et chimie biomédicale, le prix Ryoji Noyori en 2004  et le Prix Arthur C. Cope en 2019.